# 航空機モード

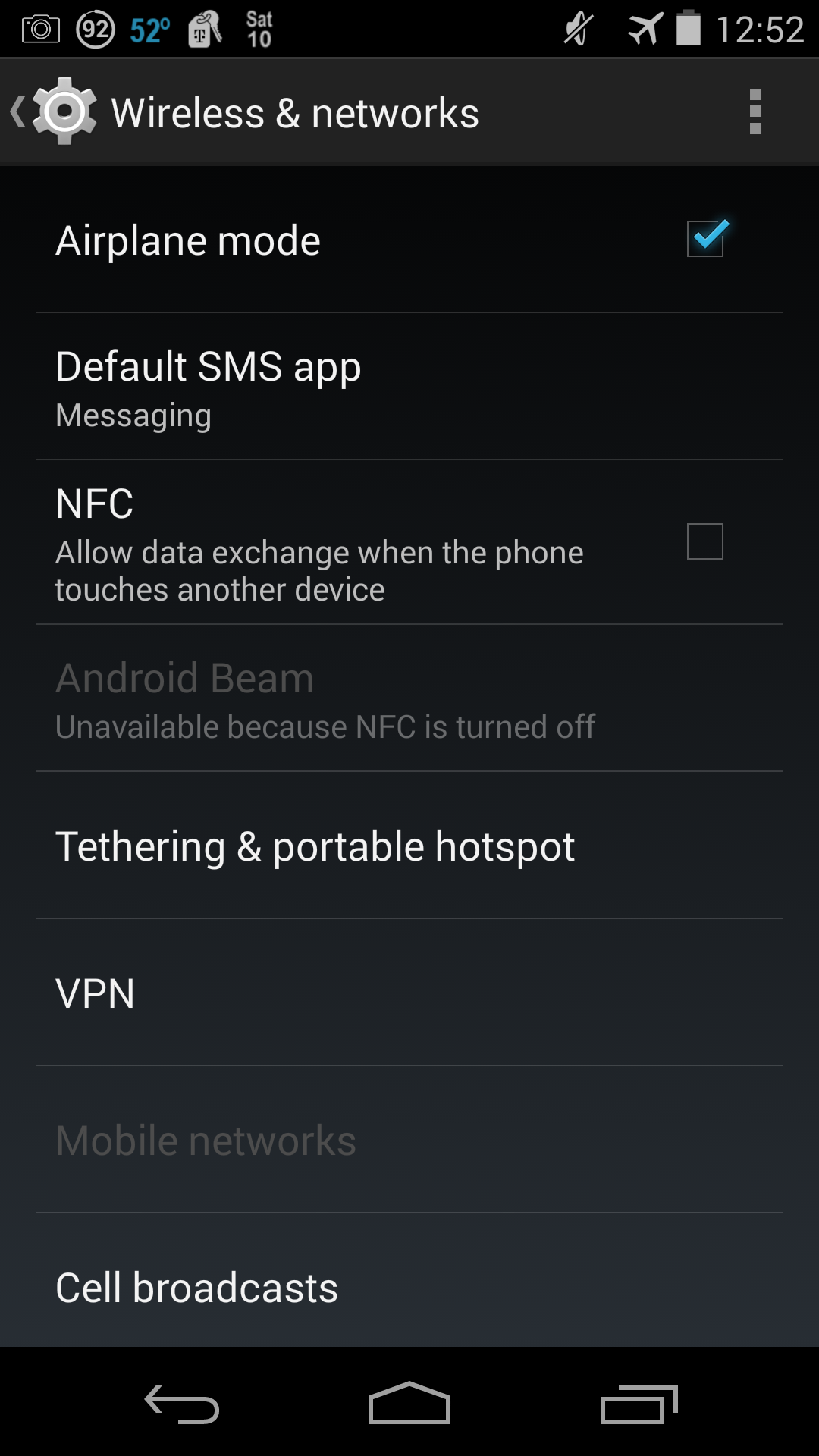
Nexus 5; Android 4.4.2, 航空機モード

航空機モード (こうくうきモード、アメリカ英語: Airplane mode  、英:aeroplane mode) または機内モード（きないモード）とは、携帯電話などの電子通信デバイスで利用可能な設定の一つであり、航空機モードをオンにすることで電波の送信をしない設定になる。このため、通話などの機能が、航空機モードでは使用不可になる。一方、電波の送受信を必要としないカメラ機能、MP3プレーヤーなどの機能は、航空機モードでも利用可能なのが一般的である。
航空機モードが適用されると、すべての通信サービス (GSM, UMTS, LTE) が無効化され、同様にWi-FiやBluetoothが無効化される。 航空機モードではWi-FiやBluetoothは使用不可能になる。
送信せず受信しかしないFMラジオやGPSは使用可能なのが一般である。
一部の航空会社では、機内でのWi-Fiサービスを提供しているが、その場合、航空機モードをオンにした状態で、Wi-Fiをオンにすることで、Wi-Fi以外の電波を遮断した状態で、接続することができる。
航空機モードの二次的な特徴として、送受信に関わる電力消費を減らせるため、電力の消費を抑えられるという特徴がある。